# 파키스탄인

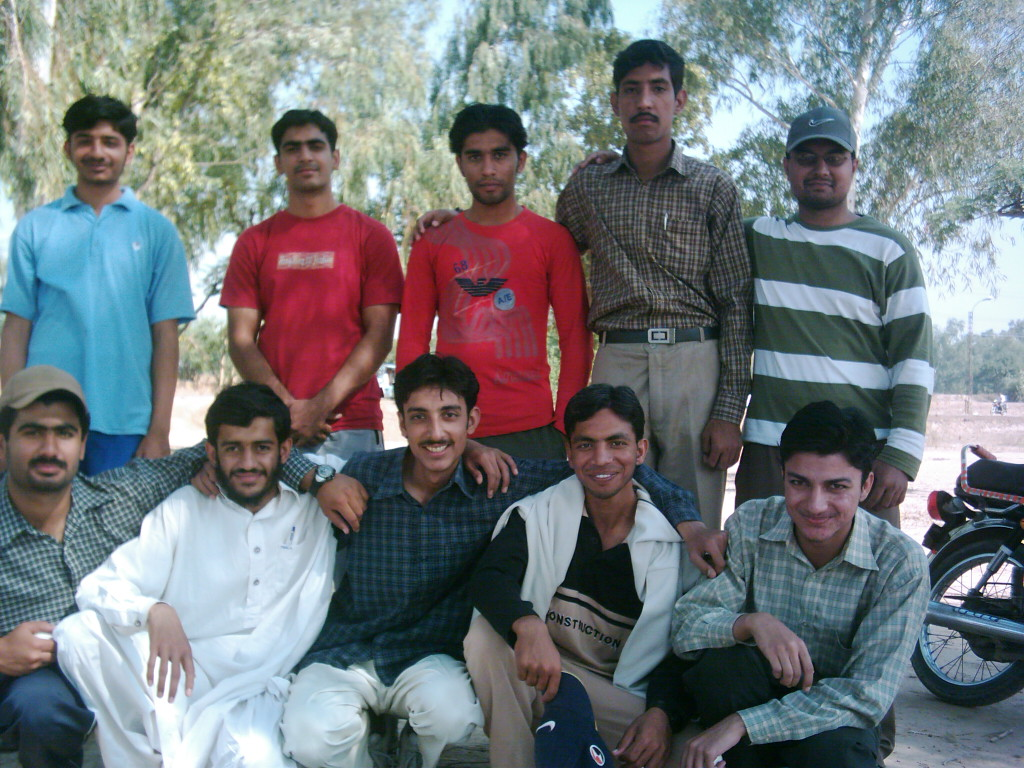
시알코트의 학생들. 2005년 촬영

파키스탄인(우르두어: پاكِستانى قوم 파키스타니 까움)은 파키스탄 이슬람 공화국의 국적을 지닌 사람과 그 자손을 가리킨다. 파키스탄은 다문화 다언어 사회로 그 구성원 역시 다양한 문화를 지니고 있다. 파키스탄인의 다수를 차지하고 있는 사람들은 인도-아리아인 계통으로  그 외에 페르시아인 계통을 비롯한 소수 민족이 있다. 2021년 파키스탄인 인구는 2억 2500만명이며 세계 5위 규모이다.

## 하위 민족 집단

파키스탄의 민족 분포

파키스탄인은 여러 소수 민족으로 나뉘어 있다. 이 가운데 다수를 차치하는 민족 집단으로는 펀자브인(44%), 파슈툰인(15%), 신디인(14%), 사라이키인(10%), 무하지르인(7%), 발루치인(4%) 등이 있다.
펀자브 주에 주로 거주하고 있는 펀자브인은 파키스탄인의 절반 가량을 차지하고 있다. 펀자브인 사회는 크게 둘로 나뉘는데, 전통적으로 농업과 목양에 종사는 자민다 그룹과 수공업에 종사하는 고움 그룹이 그것이다. 펀자브는 인도와 파키스탄이 분리될 때 인도령 펀자브와 파키스탄령 펀자브로 분리되었으며, 종교적인 이유로 인구 이동이 있었다. 시크교는 펀자브 지방의 주요 종교로 파키스탄과 인도의 분리 독립 당시 별도의 독립국가를 수립하고자 하였으나 뜻을 이루지 못하였고, 펀자브는 양국에 걸쳐 지역이 양분되었다. 이슬람을 신봉하는 펀자브인들은 파키스탄으로 이주하고 시크교를 신봉하는 펀자브인들은 인도로 이주하였다. 인도에서 파키스탄으로 이동한 인구는 약 6백만 명 가량이며, 파키스탄에서 인도로 이동한 인구는 약 5백 5십만 명 가량이다.
파슈툰인은 아프가니스탄과 파키스탄에 걸쳐 살고 있으며 아프가니스탄에서는 인구의 44%를 차지하는 다수 민족이나, 파키스탄에서는 15% 정도를 차지하고 있다. 파슈툰인은 인도-아리안 계통으로 그 기원은 불명확하나 스스로는 성서에 나오는 다윗의 후손이라고 주장하고 있다. 파슈툰인의 신화에 따르면 다윗의 아들 "아프가나"가 일족을 이끌고 이주해 왔다는 것이다. 아프가니스탄은 아프가나의 땅이란 뜻이다.
신드 주에 주로 거주하고 있는 신디인은 이슬람의 일파인 수피파의 전통이 강하다. 시크교나 힌두교를 신봉하는 신디인의 상당수는 1947년 파키스탄 분리 독립 과정에서 인도로 이주하였다. 1998년 조사 당시 신드 주에 남아있는 힌두교 신자는 인구의 6.5% 정도였다.
사라이키인은 펀자브 주에 거주하고 있는 파키스탄의 소수 민족으로 사라이키어를 사용하며 인구는 2013년 조사 당시 약 2천만 명이다.

## 문화
파키스탄은 선사시대 이래 여러 문화가 발생한 곳이다. 수도인 이슬라마바드와 제2도시인 카라치와 같은 파키스탄의 주요 도시들은 인더스강을 따라 세워져 있다. 인더스 문명 유적인 모헨조다로가 유명하다.
파키스탄은 역사적으로 인도 문화권의 하나로서 힌두교, 시크교, 바하이교, 이슬람교와 같은 다양한 종교가 전파되었고, 특히 펀자브 주는 시크교의 발생지역이다. 다언어 다문화 사회인 파키스탄에서는 각각의 소수 민족마다 독특한 전통 문화를 지니고 있다. 입에서 입으로 전해지는 설화는 세계적으로 공통점이 많은 줄거리에 각 문화의 독특한 특징이 섞여 만들어진 경우가 많은데, 파키스탄의 설화에서도 이러한 특징을 발견할 수 있다. 펀자브의 민간 설화인 《히르와 란자 이야기》는 죽음을 불사하는 남녀의 사랑이야기를 담고 있고, 신드의 수피 성인이자 시인 샤 압둘 라티프 비타이의 시집 《샤 조 리살로》에서도 《심청전》과 같은 자기 희생이야기나 《우렁각시 이야기》와 같은 남몰래 도와주는 사람이야기가 실려 있다.
파키스탄의 독특한 예술 형식으로 카왈리가 있다. 펀자브 주와 신드 주의 수피 예술인 카왈리는 신에 대한 찬양, 무함마드에 대한 존경 등을 리듬에 맞추어 노래한다.

## 언어
파키스탄의 공용어는 우르두어이다. 우르두어는 무굴 제국의 공용어였으며 오늘날 파키스탄과 인도에서 여전히 사용된다. 파키스탄의 공용어는 인도와 같이 영어였지만, 1973년 법률 개정으로 공용어를 우르두어로 교체하였다. 2015년 당시 파키스탄의 국가개혁개발기획부 장관 아흐산 이크발은 《타임》과의 인터뷰에서 공용어 교체는 "영어를 사용할 수 없는 파키스탄인도 공직에 참여할 수 있도록 하는 보다 민주적인 조치"라고 교체 이유를 설명하였다. 파키스탄에서 우르두어를 모국어로 사용할 수 있는 사람은 전체 인구의 8% 정도이고 대부분의 사람들은 자신들의 고유 언어를 따로 쓰고 있다. 파키스탄에서 우르두어는 서로 다른 언어 사용자들이 의사 소통을 위해 사용하는 링구아 프랑카의 지위를 갖게 되었다.
국가의 공용어와 달리 지방 정부는 그 지역의 다수 언어를 지방 공용어로 사용한다. 펀자브 주에서는 펀자브어가, 신드 주에서는 신디어가 그 지방의 공용어이다.

## 종교
파키스탄인의 절대 다수는 이슬람을 신봉하는 무슬림이다. 2014년 조사에 따르면 전체 인구 195,343,000 명 가운데 95% 이상이 무슬림이다. 파키스탄의 무슬림은 대부분 수니파로 전체 무슬림의 80%를 차지하며 이들은 보다 작은 여러 학파로 나뉘어 있다. 시아파는 파키스탄 무슬림의 20% 정도이다.
파키스탄의 헌법은 종교와 관계없이 모든 파키스탄인이 동등하다고 명시하고 있으나, 1970년대~80년대 사이의 군부독재 시절 만들어져 1990년대에 강화된 신성모독법이 소수 종교에 대한 탄압의 빌미로 이용되고 있다. 2011년 1월에는 펀자브 주의 주지사였던 살만 타시르가 기독교도를 옹호한다는 이유로 자신의 보드가드에게 총격을 받아 사망하는 사건이 있었다.
이슬람을 제외한 파키스탄의 최대 소수종교는 힌두교로 인구의 1.85%를 차지한다. 힌두교도 대부분은 신드 주에 거주하고 있다. 이 외에도 기독교와 시크교 신자들이 있다.

## 해외 이주
파키스탄 정부의 2015년 조사에 따르면 해외로 이민한 파키스탄인은 약 8백만 명으로 이민지는 주로 중동 지역이다. 파키스탄 국립은행은 2014년 - 15년 사이 해외 교민이 국내로 송금한 금액이 184억 달러 규모였으며 연간 16.5%의 증가세를 보이고 있다고 발표했다.
UN 경제 사회 사무국은 파키스탄의 해외 교민의 규모가 인구 순 각국 해외 교민 수에서 6위를 차지하고 있다고 하였다.

## 같이 보기
- 인도인
- 방글라데시인